# Drenther Huhn
Das Drenther Huhn ist eine alte niederländische Hühnerrasse, die ihren Ursprung in der niederländischen Provinz Drenthe hat.

## Ursprung und Geschichte
Drenther Hühner gibt es seit dem 17. Jahrhundert. Da das Gebiet ursprünglich von anderen Gebieten isoliert war, gab es nur selten eine Blutauffrischung durch importierte Hühnerrassen, so dass auch durch Inzucht eine robuste Rasse gezüchtet wurde. Eine Zwergvariante wurde im 20. Jahrhundert durch Einkreuzung von holländischen Zwerghühnern gezüchtet.

## Eigenschaften
Die Rasse ist schüchtern, aber sehr gut geeignet, um frei zu laufen. Ein roter Einzelkamm und rote Kehllappen aber auch weiße Ohrlappen kennzeichnen diese Hühner.
Es gibt neben der Normalform auch eine Form ohne Schwanz, die „Bolstaart“ genannt wird.
Es gab in der Vergangenheit eine Fülle an Farbschlägen, die teilweise ausgestorben sind. Am Anfang des 21. Jahrhunderts beschränken sich die meisten Züchter auf die Wildfarbe.